# Walter Dierckx
Walter Dierckx is een personage in de VTM-televisieserie Familie. Het personage werd gespeeld door Guido Horckmans.

## Overzicht
Walter is de broer van Anna Dierckx, de bomma van de familie Van den Bossche. Hij is priester en geldt dan ook als steun en toeverlaat voor een groot deel van de familie.
Na een tijdje wordt Walter verliefd op zijn huishoudster Carine. Hij komt voor een verschrikkelijke keuze te staan: blijft hij trouw aan de Kerk of kiest hij voor Carine. Uiteindelijk beslist Carine in zijn plaats en verdwijnt ze uit zijn leven. Walter wordt niet veel later tot bisschop gewijd.
Walter ziet zich genoodzaakt het biechtgeheim te doorbreken wanneer seriemoordenaar Kurt Smits hem vertelt dat Femke Maeterlinck, de zwangere vrouw van Walters neef Peter Van den Bossche, zijn volgende slachtoffer wordt. De Kerk tolereert deze actie niet en Walter wordt geëxcommuniceerd.
Opeens, jaren na haar plotse vertrek, staat Carine weer bij Walter voor de deur. Ze is in de prostitutie verzeild geraakt, maar wil met behulp van Walter een nieuw leven beginnen. Hij wordt weer verliefd op haar en uiteindelijk trouwen ze. Niet veel later ontdekt Carine dat ze besmet is met hiv, waarna ook Walter drager van het virus blijkt te zijn. Wanneer Carine ernstig ziek wordt, onthult ze dat ze samen een zoon hebben: Kobe. De jongen verblijft in het buitenland en Walter zet alles op alles om hem terug naar België te brengen voor Carine sterft. De twee keren net op tijd terug.
Een paar jaar later begint ook Walter meer en meer te sukkelen met zijn gezondheid. Hij sterft uiteindelijk buiten beeld, tijdens een tijdsprong. Enkele maanden na zijn dood blijkt er binnen de familie wat onenigheid te zijn over de betaling van zijn grafsteen. Niet alle familieleden willen bijleggen voor een erezerk en daar heeft Anna het moeilijk mee.